# Nati nel 1981/Senza giorno specificato
| Questa pagina contiene informazioni ricavate automaticamente dalle voci biografiche con l'ausilio del template Bio e di un bot. L'aggiornamento è periodico e automatico e ricostruisce completamente la pagina. Se manca una persona in questa lista, sei pregato di non aggiungerla, ma accertati piuttosto che la sua voce biografica contenga il template Bio e che i dati anagrafici siano correttamente compilati. Se il template Bio manca, inseriscilo tu stesso o, in alternativa, metti l'avviso {{tmp\|Bio}} che ne segnala la mancanza. Se i dati riportati sono sbagliati, correggi direttamente la voce biografica; le modifiche saranno visibili in questa lista entro pochi giorni. Per chiarimenti vedi il progetto biografie. La lista contiene solo le 124 persone che sono citate nell'enciclopedia e per le quali è stato implementato correttamente il template Bio. Pagina aggiornata al 18 ago 2025. |

- Ali Abbasi, regista e sceneggiatore iraniano
- Theo Alexander, attore greco
- Amy Belle, cantante e compositrice britannica
- Annie Baker, drammaturga e regista statunitense
- Diana Bang, attrice, scrittrice e produttrice cinematografica canadese
- Patrizia Barbuiani, attrice teatrale, regista teatrale e scrittrice svizzera
- Tijana Bogićević, cantante serba
- James Bord, giocatore di poker inglese
- Shane Boris, produttore cinematografico e sceneggiatore statunitense
- Roger Brown, ex sciatore alpino statunitense
- Lorraine Burroughs, attrice britannica
- Elisa Carrillo Cabrera, danzatrice messicana
- Lucy Caldwell, scrittrice e drammaturga nordirlandese
- Karina Canellakis, direttrice d'orchestra e violinista statunitense
- Davide Carnevali, drammaturgo italiano
- Christopher Catrambone, attivista statunitense
- Nicolas Cavaillès, scrittore e traduttore francese
- Chen Tao, astronomo cinese
- Javi Chou, attore, comico e modello spagnolo
- Allan Clayton, tenore britannico
- Emma Clit, ingegnera, fumettista e scrittrice francese
- Tommaso Colliva, produttore discografico e tecnico del suono italiano
- Émilie Cozette, ballerina francese
- Jonás Cuarón, sceneggiatore e regista messicano
- John Dagleish, attore e cantante britannico
- Isioma Daniel, giornalista nigeriana
- Sheron Dayoc, regista e artista filippino
- Giovanni De Matteo, autore di fantascienza e blogger italiano
- Ivan Demidov, giocatore di poker russo
- Gabriele Di Luca, drammaturgo, regista teatrale e attore italiano
- Gnut, cantautore, chitarrista e produttore discografico italiano
- Zidov Dominik, thaiboxer, kickboxer e artista marziale misto svizzero
- Adam Douglas, cantante statunitense
- Benjamin Drummond, ex sciatore alpino statunitense
- Aroa Moreno Durán, giornalista e scrittrice spagnola
- Mia Dyson, cantautrice e polistrumentista australiana
- Paolo Fantin, scenografo italiano
- Francesco Filippi, storico italiano
- Brittany Finamore, attrice statunitense
- Todd Finlay, modello australiano
- Peppe Fiore, scrittore e sceneggiatore italiano
- Mirrah Foulkes, attrice, regista e sceneggiatrice australiana
- Julián Fuks, scrittore e critico letterario brasiliano
- Elisa Fuksas, scrittrice e regista italiana
- Jessica Garlick, cantante britannica
- Gilbert Gatore, scrittore ruandese
- James Gifford, ex giocatore di football americano australiano
- Elisabeth Gmainer, ex sciatrice alpina austriaca
- Anna Grassellino, fisica italiana
- Eduard Grau, direttore della fotografia spagnolo
- Arthur Harari, regista, sceneggiatore e attore francese
- Liisa Hietanen, artista finlandese
- Yang Huiyan, imprenditrice cinese
- Samuel D. Hunter, drammaturgo e sceneggiatore statunitense
- Saodat Ismailova, artista, sceneggiatrice e regista uzbeka
- Michael R. Jackson, compositore, paroliere e librettista statunitense
- Tomi Jokinen, giocatore di football americano finlandese
- Rebecca Naomi Jones, attrice e cantante statunitense
- Evdokia Kadi, cantante cipriota
- Ahmed Kamel, artista egiziano
- Matilda Kerry, ex modella nigeriana
- Terri Timely, regista e fotografo statunitense
- Veronika Kočí, danzatrice su ghiaccio ceca
- Simone Kopmajer, cantante austriaca
- Philipp Käslin, ex sciatore alpino svizzero
- Nicole LaLiberte, attrice statunitense
- Jennifer Lame, montatrice statunitense
- Christin Lathrop, ex sciatrice alpina statunitense
- Jonah Lehrer, saggista statunitense
- Lucio Leoni, cantautore e musicista italiano
- Alessio Liguori, regista italiano
- Kate Lindsey, mezzosoprano statunitense
- Michael Longhurst, regista teatrale e direttore artistico britannico
- Andreas Løchen, ex sciatore alpino norvegese
- Marco Magnone, scrittore italiano
- Isaac Marion, scrittore statunitense
- Grace McCleen, scrittrice britannica
- Jesse Mermuys, allenatore di pallacanestro statunitense
- Milan Mišić, ex giocatore di football americano e allenatore di football americano tedesco
- Nadifa Mohamed, scrittrice somala
- Stefan Moser, ex sciatore alpino austriaco
- Muhammed Muheisen, fotografo giordano
- Deanna Needell, matematica statunitense
- Rebecca Newman, soprano e cantante britannica
- Bryn Nightingale, giocatore di football americano australiano
- Nisio Isin, fumettista e scrittore giapponese
- Noliqhwa Ayanda Ntentesa, regina swazilandese
- Doireann Ní Ghríofa, scrittrice e poetessa irlandese
- Obsil, compositore italiano
- Adolphus Opara, artista e fotografo nigeriano
- Laura Mora Ortega, regista e sceneggiatrice colombiana
- Shūzō Oshimi, fumettista giapponese
- Sime Peric, tuffatore croato
- Britta Persson, cantante svedese
- Max Porter, scrittore britannico
- Kate Quinn, scrittrice statunitense
- Fionn Regan, cantautore e musicista irlandese
- Iain Reid, scrittore e sceneggiatore canadese
- Alessa Ries, ex nuotatrice tedesca
- Mathieu Rigouste, sociologo e saggista francese
- Marco Ripoldi, attore italiano
- Egle Rizzo, scrittrice italiana
- Jennifer Robinson, avvocata, docente e attivista australiana
- Guillaume Rocheron, effettista francese
- Karen Russell, scrittrice statunitense
- Molly Russell, ex sciatrice alpina statunitense
- Joanna Rutkowska, informatica polacca
- Anna S, cantante svedese
- Sunjeev Sahota, scrittore britannico
- Milton Schorr, attore sudafricano
- Bill Sherman, compositore statunitense
- Elisha Stephens, ex sciatrice alpina statunitense
- Eva Stoll, ex sciatrice alpina svizzera
- Newsha Tavakolian, fotografa iraniana
- Michael Tichy, ex sciatore alpino canadese
- Mariagiorgia Ulbar, poetessa e traduttrice italiana
- Lucia Vaccarino, scrittrice e sceneggiatrice italiana
- Silvia Viscardini, cantante, musicista e compositrice italiana
- Phil Walker-Harding, autore di giochi australiano
- Robert Weryk, fisico e astronomo canadese
- Frederik Wiedmann, compositore tedesco
- Asako Yuzuki, scrittrice giapponese
- Christian Di Candia, politico uruguaiano
- Peter van Agtmael, fotografo statunitense